# Masters of Chant Chapter II
Masters of Chant Chapter II is het derde album van Gregorian.

## Tracks
1. "Moment of Peace" (met Sarah Brightman)
2. "The First Time Ever I Saw Your Face" (Ewan MacColl) (origineel van Roberta Flack)
3. "In the Air Tonight" (Phil Collins) (origineel van Phil Collins)
4. "Bonny Portmore" (Keltisch traditioneel)
5. "Hymn" (John Lees) (origineel van Barclay James Harvest)
6. "Child in Time" (Ritchie Blackmore, Ian Gillan, Roger Glover, Jon Lord, Ian Paice) (origineel van Deep Purple)
7. "Everybody Gotta Learn Sometimes" (James Warren) (origineel van The Korgis)
8. "Wish You Were Here" (David Gilmour, Roger Waters) (origineel van Pink Floyd)
9. "Lady D'Arbanville" (Cat Stevens) (origineel van Cat Stevens)
10. "Heaven Can Wait" (Jim Steinman) (origineel van Meat Loaf)
11. "Babylon" (tekst van Psalm 137) (origineel van Don McLean)
12. "Stairway to Heaven" (Jimmy Page, Robert Plant) (origineel van Led Zeppelin)

### Franse, Belgische en Portugese bonustracks
1. "Voyage Voyage" (Dominique Dubois, J. Michael Rivat) (origineel van Desireless)
2. "Rêver" (Laurent Boutonnat, Mylène Farmer) (origineel van Mylène Farmer)
3. "Instant de Paix" (Moment of Peace)
4. "Moment of Peace (Portugese versie)"